# Déjà Vu (álbum de Giorgio Moroder)
Déjà Vu es el decimonoveno álbum de estudio del disc-jockey y productor discográfico italiano Giorgio Moroder. El álbum fue lanzado el 12 de junio de 2015, después de una interrupción de veintitrés años sin sacar un álbum de estudio. Contó con las colaboraciones de Britney Spears, Sia, Charli XCX, Kylie Minogue, Mikky Ekko, Foxes, Matthew Koma, entre otros. Se había firmado un acuerdo mundial con Sony Music Internacional para su lanzamiento, que llegó con la ayuda de RCA en Estados Unidos.
Con relación a la promoción, el primer sencillo del álbum en publicarse fue «74 Is the New 24», el cual se puso a la venta junto con su respectivo video musical el 17 de noviembre de 2014, mismo día del anuncio del lanzamiento del álbum.

## Antecedentes
| «A la música dance no le importa donde vivas, no le importa quiénes son tus amigos. No le importa la cantidad de dinero que ganes. No le importa si tienes 74 años o si tienes 24 años porque... ¡74 es el nuevo 24!». —Fragmento de la entrevista de Giorgio Moroder para la revista Vice. |

Giorgio Moroder es el productor más importante de la industrial musical, responsable de algunos de los discos pop más influyentes de los últimos cuarenta años, de acuerdo a la revista Billboard él «ayudó a inventar la música disco en los años 1970 junto con Donna Summer, antes de consolidar el sintetizador para las bandas sonoras de películas de los años 1980».
Antes del anuncio del lanzamiento del álbum Déjà Vu, Giorgio Moroder había trabajado con el dúo de disc-jockeys franceses Daft Punk en el álbum Random Access Memories (2013) en la canción «Giorgio by Moroder», en la cual Moroder relata las diferentes décadas de su vida mediante un monólogo. Posteriormente Moroder remezcló la canción «I Can not Give You Anything But Love» de Lady Gaga y Tony Bennet para el álbum Cheek to Cheek, durante una entrevista para la revista Vice, explicó: «me reuní con Lady Gaga, quien fue fenomenal, tan talentosa. A mi edad, en 2014, yo estaba más que feliz. Y ahora, entre mis colaboraciones y ser DJ, me encanta mi segunda carrera».

## Listado de canciones
| Déjà Vu – Standard version |                                                   |                                                                        |                                                  |          |  |
| N.º                        | Título                                            | Escritor(es)                                                           | Productor(es)                                    | Duración |  |
| 1.                         | «4 U with Love»                                   | Giorgio Moroder Syndicate Music                                        | Moroder                                          | 2:36     |  |
| 2.                         | «Déjà Vu» (featuring Sia)                         | Moroder Sia Furler                                                     | Moroder Michael Smidi Smith [ n. 1 ]             | 3:20     |  |
| 3.                         | «Diamonds» (featuring Charli XCX)                 | Charlotte Emma Aitchison Jocke Åhlund                                  | Moroder Åhlund [ n. 1 ]                          | 3:31     |  |
| 4.                         | «Don't Let Go» (featuring Mikky Ekko)             | Fraser T Smith Mikky Ekko                                              | Moroder                                          | 4:29     |  |
| 5.                         | «Right Here, Right Now» (featuring Kylie Minogue) | Dave Etherington Moroder Karen Poole Patrick Jordan-Patrikios          | Moroder Jordan-Patrikios [ n. 1 ] Poole [ n. 2 ] | 3:30     |  |
| 6.                         | «Tempted» (featuring Matthew Koma)                | Dan Book Moroder Jeeve Matthew Koma Jordan-Patrikios Raney Shockne     | Moroder Jeeve Shockne Matthew Koma [ n. 2 ]      | 3:21     |  |
| 7.                         | «74 Is the New 24»                                | Moroder                                                                | Moroder                                          | 4:01     |  |
| 8.                         | «Tom's Diner» (featuring Britney Spears)          | Suzanne Vega Windy Wagner [ n. 3 ] Moroder [ n. 4 ]                    | Moroder Jeeve Shockne Emily Wright [ n. 2 ]      | 3:32     |  |
| 9.                         | «Wildstar» (featuring Foxes)                      | Moroder Jeeve Joel Pott Louisa Rose Allen Shockne                      | Moroder                                          | 3:47     |  |
| 10.                        | «Back and Forth» (featuring Kelis)                | Moroder Kelis Rodgers                                                  | Moroder                                          | 3:04     |  |
| 11.                        | «I Do This for You» (featuring Marlene)           | Elof Loelv Moroder Marlene Strand Oskar Sikow Engström Victor Holmberg | Moroder                                          | 3:23     |  |
| 12.                        | «La Disco»                                        | Moroder Syndicate Music                                                | Moroder                                          | 3:33     |  |
| 42:08                      |                                                   |                                                                        |                                                  |          |  |

Notas
1. 1 2 3  Coproductor
2. 1 2 3  Productor de voz
3. ↑  Letra adicional
4. ↑  Música adicional

- Edición de lujo

| Déjà Vu – Edición de lujo (Disco 2) |                                                   |                          |                                |          |  |
| N.º                                 | Título                                            | Escritor(es)             | Productor(es)                  | Duración |  |
| 1.                                  | «Magnificent»                                     | Moroder Jordan-Patrikios |                                | 3:32     |  |
| 2.                                  | «City Lights»                                     | Moroder Syndicate Music  |                                | 3:15     |  |
| 3.                                  | «Timeless» (featuring Markus Schulz)              | Moroder Markus Schulz    |                                | 4:19     |  |
| 4.                                  | «74 Is the New 24 (Lifelike & Kris Menace Remix)» | Moroder                  | Moroder Lifelike & Kris Menace | 5:36     |  |

- Edición japonesa

| Déjà Vu – Edición japonesa (pistas adicionales en Disco 2) |                                                                             |                                            |                                         |          |  |
| N.º                                                        | Título                                                                      | Escritor(es)                               | Productor(es)                           | Duración |  |
| 5.                                                         | «Right Here, Right Now (Ralphi Rosario Club Mix)» (featuring Kylie Minogue) | Etherington Moroder Poole Jordan-Patrikios | Moroder Jordan-Patrikios Ralphi Rosario | 7:52     |  |
| 6.                                                         | «Right Here, Right Now (Kenny Summit Dub Mix)» (featuring Kylie Minogue)    | Etherington Moroder Poole Jordan-Patrikios | Moroder Jordan-Patrikios Kenny Summit   | 6:32     |  |

## Posicionamientos en listas

### Posiciones semanales
| Lista (2015)                                       | Mejor posición |
| -------------------------------------------------- | -------------- |
| Alemania (Offizielle Top 100)                      | 31             |
| Australia (ARIA Albums Chart)                      | 23             |
| Austria (Ö3 Austria)                               | 72             |
| Bélgica (Ultratop flamenca)                        | 52             |
| Bélgica (Ultratop valona)                          | 83             |
| Corea del Sur (Circle)                             | 71             |
| Escocia (The Official Charts Company)              | 35             |
| España (PROMUSICAE)                                | 96             |
| Francia (SNEP)                                     | 127            |
| Irlanda (IRMA)                                     | 38             |
| Italia (FIMI)                                      | 18             |
| Países Bajos (Album Top 100)                       | 50             |
| Suiza (Schweizer Hitparade)                        | 22             |
| Reino Unido (UK Albums Chart)                      | 30             |
| Estados Unidos (Billboard 200)                     | 72             |
| Estados Unidos Dance/Electronic Albums (Billboard) | 1              |